# Монн, Энтони
Энтони Монн (нем. Anthony Monn, род. 17 марта 1944 года) — немецкий певец, композитор и музыкальный продюсер.
Среди его самых значительных успехов: сотрудничество с Амандой Лир, Диско-Стар Fancy, Софией Ротару (Deine Zärtlichkeit)
Монн начал свою карьеру как певец в жанре немецких шлягеров в начале 1970-х. Среди его самых известных песен этого периода — 1975 «Du Gehst Fort» (Ты уходишь), дуэт с певицей и актрисой Марион Мэрц, «Lucky» (1978), и «Johnny & Mary» (кавер-версия на немецком языке хита 1981 года Роберта Палмера). В то же время коммерческий успех этих песен был ограничен.